# Абдиш-Ата 91
«Абдиш-Ата 91» (кирг. Абдиш-Ата 91) — киргизський футбольний клуб, який представляє місто Кант.

## Хронологія назв
- 2000—2007: Абдиш-Ата-ФШМ (Кант)
- 2008—… ФК Абдиш-Ата-91 (Кант)

## Історія
Футбольна Школа Молоді клубу Абдиш-Ата була заснована в 2000 році під назвою «Абдиш-Ата-ФШМ» (Кант). У 2007 році клуб змінив свою назву на ФК Абдиш-Ата-91 (Кант) (команда переважно була укомплектована з гравців 1991 року народження) та дебютвала у Вищій лізі. В сезоні 2008 року команда посіла останнє 9-те місце, але з наступного сезону не виступала у професійних змаганнях.

## Досягнення
- Топ-Ліга
  - 8-ме місце (1): 2007